# Trematosauridae
I trematosauridi (Trematosauridae) sono una famiglia di anfibi estinti appartenenti ai temnospondili. Vissero nel corso del Triassico (250 - 210 milioni di anni fa) in gran parte del mondo, e sono considerati gli unici anfibi a condurre una vita completamente marina.

## Descrizione
La forma del corpo richiamava quella dell'attuale gaviale del Gange: oltre al corpo allungato, infatti, una caratteristica dei trematosauri era il cranio stretto e lungo. Le zampe erano insolitamente corte e deboli, mentre la coda era potente e appiattita lateralmente. Il lungo rostro cranico era fornito di un notevole numero di denti conici appuntiti, che denotano questi animali come attivi predatori. Questi animali potevano raggiungere dimensioni notevoli (anche 4 metri di lunghezza).

## Evoluzione e diversificazione

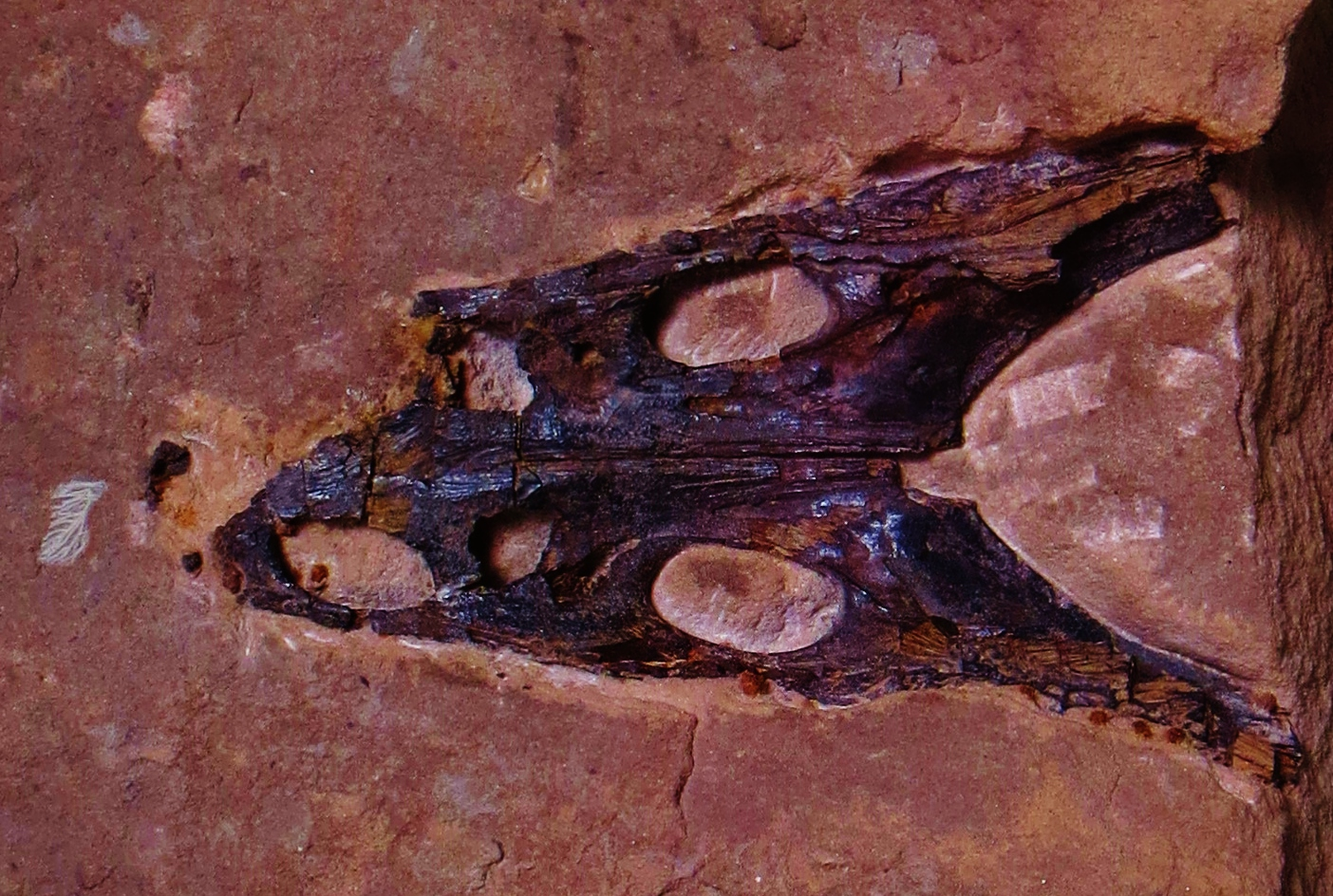
Cranio di Trematosaurus brauni

I primi fossili di questi animali sono databili all'inizio del Triassico (Olenekiano, circa 250 milioni di anni fa), di poco posteriori alla grande estinzione del Permiano superiore che decimò i grandi anfibi temnospondili. In pochi milioni di anni, i trematosauri si diffusero dal Gondwana verso i continenti settentrionali e divennero molto comuni; nel corso del Triassico superiore, però, divennero sempre più rari fino ad estinguersi. Vi erano due sottofamiglie principali: quella dei trematosaurini (Trematosaurinae, di cui facevano parte Trematosaurus e Trematosuchus) caratterizzati da un rostro relativamente corto, e quella dei loncorinchini (Lonchorhynchinae, di cui facevano parte Aphaneramma e Trematolestes), dal rostro allungatissimo.
Di seguito è mostrato un cladogramma tratto dal lavoro di Steyer (2002):

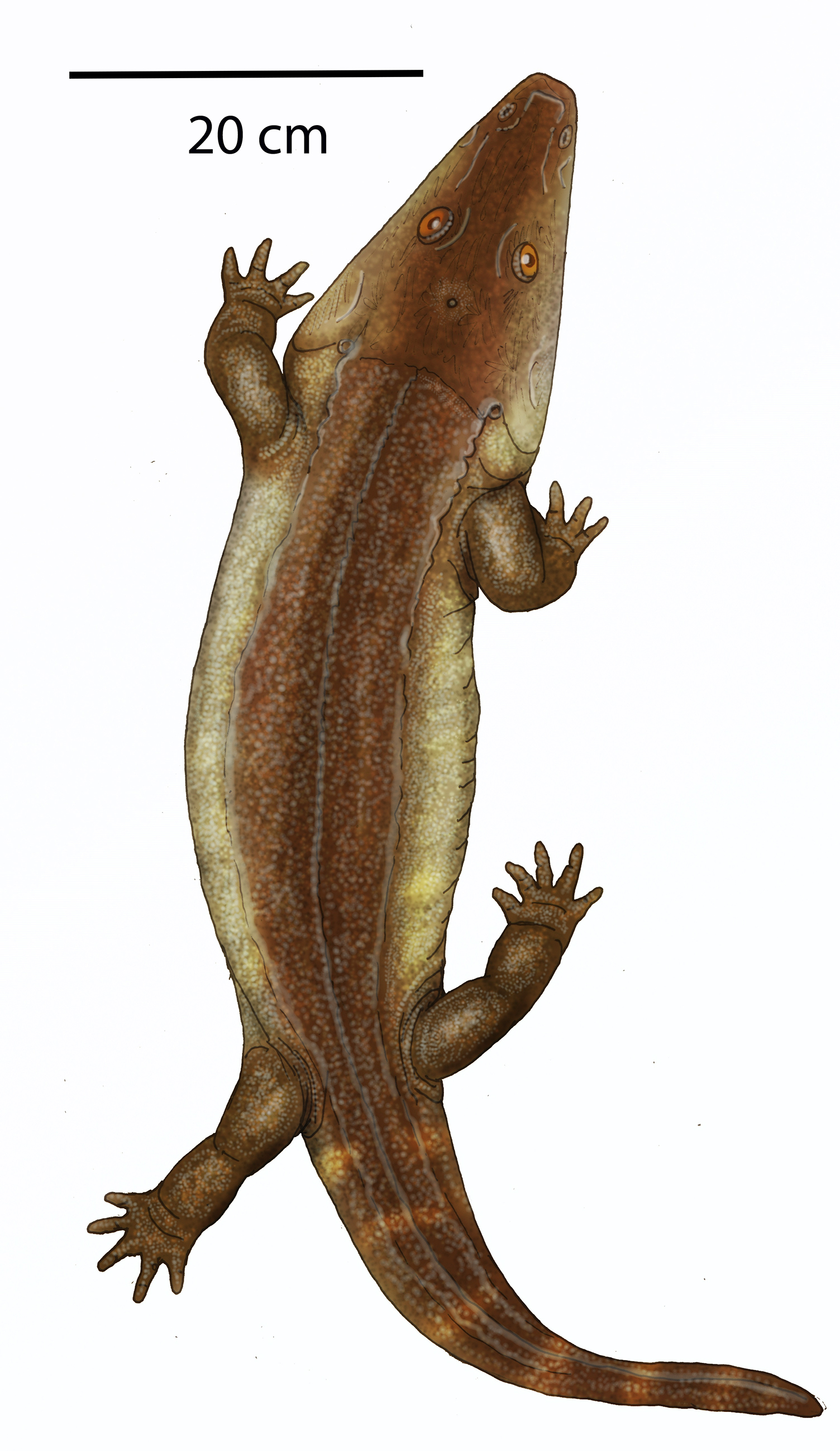
Ricostruzione di Luzocephalus blomi

|  | Tertrema                                                       |
|  |                                                                |
|  | \| \| Lyrocephaliscus \| \| \| \| \| \| Platystega \| \| \| \| |
|  |                                                                |
|  | Lyrocephaliscus                                                |
|  |                                                                |
|  | Platystega                                                     |
|  |                                                                |

|  | Lyrocephaliscus |
|  |                 |
|  | Platystega      |
|  |                 |

|  | Luzocephalus                                                    |
|  |                                                                 |
|  | \| \| Trematosaurus \| \| \| \| \| \| Trematosuchus \| \| \| \| |
|  |                                                                 |
|  | Trematosaurus                                                   |
|  |                                                                 |
|  | Trematosuchus                                                   |
|  |                                                                 |

|  | Trematosaurus |
|  |               |
|  | Trematosuchus |
|  |               |

|  | Tertrema                                                       |
|  |                                                                |
|  | \| \| Lyrocephaliscus \| \| \| \| \| \| Platystega \| \| \| \| |
|  |                                                                |
|  | Lyrocephaliscus                                                |
|  |                                                                |
|  | Platystega                                                     |
|  |                                                                |

|  | Lyrocephaliscus |
|  |                 |
|  | Platystega      |
|  |                 |

|  | Luzocephalus                                                    |
|  |                                                                 |
|  | \| \| Trematosaurus \| \| \| \| \| \| Trematosuchus \| \| \| \| |
|  |                                                                 |
|  | Trematosaurus                                                   |
|  |                                                                 |
|  | Trematosuchus                                                   |
|  |                                                                 |

|  | Trematosaurus |
|  |               |
|  | Trematosuchus |
|  |               |

|  | Erythrobatrachus                                                |
|  |                                                                 |
|  | Cosgriffius                                                     |
|  |                                                                 |
|  | \| \| Stoschiosaurus \| \| \| \| \| \| Wantzosaurus \| \| \| \| |
|  |                                                                 |
|  | Stoschiosaurus                                                  |
|  |                                                                 |
|  | Wantzosaurus                                                    |
|  |                                                                 |

|  | Stoschiosaurus |
|  |                |
|  | Wantzosaurus   |
|  |                |

|  | Erythrobatrachus                                                |
|  |                                                                 |
|  | Cosgriffius                                                     |
|  |                                                                 |
|  | \| \| Stoschiosaurus \| \| \| \| \| \| Wantzosaurus \| \| \| \| |
|  |                                                                 |
|  | Stoschiosaurus                                                  |
|  |                                                                 |
|  | Wantzosaurus                                                    |
|  |                                                                 |

|  | Stoschiosaurus |
|  |                |
|  | Wantzosaurus   |
|  |                |

|  | Tertrema                                                       |
|  |                                                                |
|  | \| \| Lyrocephaliscus \| \| \| \| \| \| Platystega \| \| \| \| |
|  |                                                                |
|  | Lyrocephaliscus                                                |
|  |                                                                |
|  | Platystega                                                     |
|  |                                                                |

|  | Lyrocephaliscus |
|  |                 |
|  | Platystega      |
|  |                 |

|  | Luzocephalus                                                    |
|  |                                                                 |
|  | \| \| Trematosaurus \| \| \| \| \| \| Trematosuchus \| \| \| \| |
|  |                                                                 |
|  | Trematosaurus                                                   |
|  |                                                                 |
|  | Trematosuchus                                                   |
|  |                                                                 |

|  | Trematosaurus |
|  |               |
|  | Trematosuchus |
|  |               |

|  | Tertrema                                                       |
|  |                                                                |
|  | \| \| Lyrocephaliscus \| \| \| \| \| \| Platystega \| \| \| \| |
|  |                                                                |
|  | Lyrocephaliscus                                                |
|  |                                                                |
|  | Platystega                                                     |
|  |                                                                |

|  | Lyrocephaliscus |
|  |                 |
|  | Platystega      |
|  |                 |

|  | Luzocephalus                                                    |
|  |                                                                 |
|  | \| \| Trematosaurus \| \| \| \| \| \| Trematosuchus \| \| \| \| |
|  |                                                                 |
|  | Trematosaurus                                                   |
|  |                                                                 |
|  | Trematosuchus                                                   |
|  |                                                                 |

|  | Trematosaurus |
|  |               |
|  | Trematosuchus |
|  |               |

|  | Erythrobatrachus                                                |
|  |                                                                 |
|  | Cosgriffius                                                     |
|  |                                                                 |
|  | \| \| Stoschiosaurus \| \| \| \| \| \| Wantzosaurus \| \| \| \| |
|  |                                                                 |
|  | Stoschiosaurus                                                  |
|  |                                                                 |
|  | Wantzosaurus                                                    |
|  |                                                                 |

|  | Stoschiosaurus |
|  |                |
|  | Wantzosaurus   |
|  |                |

|  | Erythrobatrachus                                                |
|  |                                                                 |
|  | Cosgriffius                                                     |
|  |                                                                 |
|  | \| \| Stoschiosaurus \| \| \| \| \| \| Wantzosaurus \| \| \| \| |
|  |                                                                 |
|  | Stoschiosaurus                                                  |
|  |                                                                 |
|  | Wantzosaurus                                                    |
|  |                                                                 |

|  | Stoschiosaurus |
|  |                |
|  | Wantzosaurus   |
|  |                |

## Habitat
I trematosauri sono considerati gli unici anfibi ad essersi adattati completamente alla vita in mare aperto; ciò è testimoniato dal ritrovamento di numerosi fossili in depositi marini. Il corpo allungato e flessuoso veniva ondulato orizzontalmente, e grazie alla potente coda questi animali dovevano essere dei provetti nuotatori; grazie al lungo rostro, i trematosauri potevano facilmente catturare i pesci.